# プログレス国家研究生産ロケット宇宙センター
プログレス国家研究生産ロケット宇宙センター（TsSKB-プログレスとも称す）は、ロシア連邦宇宙局の監督下で宇宙科学と航空宇宙研究を目的とするロシアの連邦統一総合企業である。
同社は有人宇宙飛行で使用される有名なソユーズ-FGロケットと同様に無人探査機の打ち上げに使用されるソユーズ-Uの開発企業である。

## 概要
TsSKB-プログレスは有人宇宙飛行で使用されるソユーズFGシリーズと無人宇宙機の打ち上げに使用されるソユーズUの打上げ機の開発と製造企業である。 これらの打上げ機の商業的な役割はスターセムが担当する。
TsSKB-プログレスの人工衛星の製品にはフォトンとフォトン-M科学衛星シリーズ、ヤンターリ軍用人工衛星とレスールスDK1地球資源探査衛星が含まれる。
主要な生産施設はサマーラの町にある。それらは設計局を含み、プログレスと称される大型のR-7工場と関連するKBフォトン設計局で構成される。最大25000人がプログレス工場に勤務しその中で5000人がロケットと人工衛星システムに従事し、360人がR-7の製造工程に専従する。ソビエト連邦の崩壊後工場も同様に工具やウォッカや菓子の生産に転換した。
TsSKBプログレスは現在はPPTS新型有人宇宙船を打ち上げる目的で既存のソユーズ宇宙船を代替する打上げ機であるルーシ-Mを開発中である。

## 歴史
1996年4月12日、2つのロシアの航空宇宙機構である中央専用設計局 (TsSKB) とサマーラプログレス工場が合併してTsSKB-プログレスになった。
1941年、国家第一航空機工場がモスクワからボルガ川近郊の現在サマーラとして知られる町に移転した。1917年に設立されたドックスという名称の工場では以前はモスクワから持ち込んだ設備を使用して自転車やオートバイや多様な車両を生産していた。
第二次世界大戦前はモスクワの工場でミグ-3を含む複数の飛行機を生産していた。戦争中に工場はイリューシン Il-2とイリューシン Il-10航空機を生産した。1946年にミグ-9やミグ-15ジェット戦闘機の生産を開始し、1954年からはツポレフ Tu-16爆撃機の生産を開始した。
1958年1月、ソビエト連邦政府は国家第一航空機工場にR-7 セミュールカロケットの生産を発注した。
中央特殊設計局(TsSKB)は1974年6月30日に設立された。R-7の設計主任でОКB-1設計局の代理主任設計者だったDmitri Kozlov,が1983年7月6日にTsSKBの総設計者に就任した。2003年、A.N. Kirilinは"TsSKB-Progress"の総監督として就任し、D.I. Kozlovは名誉総設計者になった。

## ロケットとミサイル
- モルニヤ-M（英語版）
- ルーシ-M
- ソユーズFG
- ソユーズ-U
- ソユーズ-U2
- ソユーズ-1
- ソユーズ-2